# 동천로 (대구)
동천로(Dongcheon-ro)는 대구광역시 북구 동천동 농어촌공사네거리 에서 동천동를 잇는 대구광역시의 도로이다.

## 주요 경유지
대구광역시
- 북구 (관음동 . 읍내동)

## 노선
| 이름             | 접속 노선                      | 소재지 | 소재지 | 비고 |
| ---------------- | ------------------------------ | ------ | ------ | ---- |
| 농어촌공사네거리 | 구암로                         | 북구   | 동천동 |      |
| 동천공원네거리   | 팔거천동로24길                 | 북구   | 동천동 |      |
| 동평초등네거리   | 대천로                         | 북구   | 동천동 |      |
| 천암네거리       | 대구광역시도 제78호선 (동암로) | 북구   | 동천동 |      |
| (이름없음)       | 구리로                         | 북구   | 동천동 |      |

## 주요 건물 및 시설
- 대구동천우체국 (동천로 3/동천동 876-1)
- 대구북부초등학교 (동천로 20/동천동 880)
- 대구함지초등학교 (동천로 33/동천동 949)
- 대구동평초등학교 (동천로 84/동천동 915-1)
- 이디야커피 대구칠곡3지구점 (동천로 120/동천동 909-5)
- 스타벅스 대구동천점 (동천로 123/동천동 908-2)
- 할리스커피 대구동천점 (동천로 125/동천동 908-1)